# Jucancistrocerus chotanensis
Jucancistrocerus chotanensis är en stekelart som först beskrevs av Blüthgen 1942.  Jucancistrocerus chotanensis ingår i släktet Jucancistrocerus och familjen Eumenidae. Inga underarter finns listade i Catalogue of Life.